# Monachesimo cristiano
Con monachesimo cristiano si intende la pratica del monachesimo nel contesto della religione cristiana, vale a dire fenomeno di natura devozionale in cui fedeli cristiani adottano una vita ascetica e tipicamente claustrale dedicata alla preghiera. Iniziò a svilupparsi all'inizio della storia del cristianesimo, organizzandosi successivamente da regole monastiche e, nei tempi moderni, dal diritto canonico. Coloro che vivono la vita monastica sono conosciuti con i termini generici di monaci, gli uomini, e monache, le donne. La parola monaco ha origine dal greco antico μοναχός (monachos, "monaco") a sua volta derivato da μόνος (monos) che significa "solo". 
All'inizio i monaci non vivevano nei monasteri ma piuttosto in solitudine, come potrebbe suggerire la parola monos. Man mano che sempre più persone intraprendevano questa vita, ritirandosi nel deserto, questi iniziarono a riunirsi e modellarsi tra di loro. Rapidamente, i monaci formarono comunità con cui promuovere la loro capacità di osservare una vita ascetica. I monaci generalmente dimorano in un monastero, sia che vivano lì in un comunità (cenobiti) o in isolamento (anacoreti).

## Origini
Indipendentemente dalla molteplicità delle sue sfaccettature, il monachesimo cristiano è un fenomeno eminentemente religioso, la cui piena manifestazione e diffusione sono da collocarsi all'inizio del IV secolo. La definizione di questa realtà non è agevole, come anche la determinazione delle sue origini. Se si esclude la sua ricorrenza - considerata non tecnica - nel Vangelo di Tommaso, il termine monachos (μοναχός) appare per la prima volta nel 324 nei papiri egiziani e fa riferimento a una scelta di vita solitaria, non solo nel senso della rinuncia al matrimonio, ma anche di un vero e proprio allontanamento dal consesso umano. Monachos può essere allora messo in relazione con il qualificativo monotropos (μονότροπος), che bene esprime l'essenza dell'asceta, facendo riferimento al suo essere uno e unificato: eliminata ogni volontà estranea a quella divina, umana o diabolica che sia, egli cancella ogni tentazione (i cosiddetti "pensieri": i λογισμοί), ogni dubbio, ogni doppiezza (διψυχία) in modo da conseguire una semplicità interiore (la ἁπλότης) che ricorda quella predicata nel corpus paolino (cfr. in particolare Ef 6.5; Col 3,22). Si opera perciò una sistematica purificazione interiore ed esteriore della propria persona, e proprio la rilevanza del concetto di puro evidenzia un legame con l'insistenza sulla verginità tipica del cristianesimo antico (in particolare nel De virginitate pseudoclementino). D'altra parte, l'elemento che secondo alcuni più distingue questa forma di vita da altre tendenze ascetiche già esistenti nelle chiese primitive sarebbe da ricercarsi nella scelta di distacco o meglio di ritiro (ἀναχώρησις) dal mondo e dalle sue dinamiche, e quindi nel continuo rinnovamento di una condizione di estraniamento (ξενιτεία) rispetto agli agi e alle relazioni del consesso sociale. Nell'isolamento il monaco ricerca una liberazione dalle preoccupazioni terrene (ἀμεριμνία), e dunque una quietudine (ἡσυχία) tale da permettergli una preghiera priva di distrazioni (ἀπερίσπαστος) e una visione tersa del mondo celeste (διορατικόν).
I modelli biblici che sin dai primi tempi sono stati oggetto della riflessione dei monaci risultano particolarmente eloquenti. Le figure profetiche di Elia, Eliseo e Giovanni Battista hanno rappresentato il paradigma per eccellenza dei nuovi virtuosi della religione, e costituiscono anche, in qualche modo, una chiarificazione quanto agli aspetti del modello cristico su cui si è inteso insistere. L'esclamazione di Elia «Per la vita del Signore, Dio di Israele, alla cui presenza io sto» (Re 17,1), sovente evocata dalle fonti per descrivere la condizione spirituale del monaco, evidenzia lo scopo ultimo della fatica (πόνος) monastica, ossia la sua dimensione contemplativa. L'esigenza di essere puri, concretizzata nell'osservanza di regimi ascetici variabili, spiega il frequente richiamo alla figura di Giovanni Battista. Bene si comprende allora come il Gesù che ispira il monaco sia quello delle tentazioni nel deserto da un lato (Mt 4,1-11), e quello del monte Tabor dall'altro (Mt 17,1-8). Il primo rivela che la vita monastica è una guerra senza quartiere contro i demòni, mentre il secondo ribadisce che essa è percorso di ascensione al cielo, vita angelica e vera conoscenza della pienezza divina.

## Gli antecedenti
Si è sovente tentato di collegare monachesimo tardoantico e fenomeni simili più antichi. Uno di questi, di cui narra Filone di Alessandria (I a.C.- I d.C.), è quello dei Terapeuti una comunità di asceti che rinunciavano ai propri beni e si riunivano fuori dai centri urbani per praticare un culto "puro" rivolto a Dio. Un altro è quello dei «reclusi» consacrati al dio Serapide (κάτοχοι), di cui si parla nei papiri menfiti di epoca ellenistica. Alcuni hanno invece proposto di far risalire l'origine del monachesimo al ritiro nel deserto di cristiani in fuga dalla persecuzione di Decio (249-250). Altri hanno preferito indicare nei monaci gli eredi dei martiri: il nuovo martirio 'bianco' dei continenti avrebbe sostituito l'antico martirio 'rosso' dei perseguitati.
Vi è qualcosa di vero in ciò, per lo meno nell'autocomprensione dei monaci che assistono alla nuova decisiva fase di rafforzamento e istituzionalizzazione della Chiesa, a partire dal cosiddetto editto di Milano del 313, e intendono conservare la radicalità della scelta di vita cristiana. Da ultimo, la comprensione del monachesimo come fenomeno inizialmente urbano, legato alla formazione di gruppi di discepoli riuniti intorno a maestri di vita esperti e istruiti, ha permesso di rilevare diversi nessi con il mondo delle scuole filosofiche.

## L'Egitto
La tradizione ha sempre considerato l'Egitto come la culla del monachesimo. David Knowles, monaco benedettino e professore di Storia moderna all'Università di Cambridge, arriva al punto di assegnare, oltre ogni dubbio, un luogo e una data di nascita al fenomeno monastico: «il luogo fu il basso Egitto; l'epoca un anno degli ultimi decenni del III secolo. Per la precisione una chiesa egiziana, nel 271 d.C. (…). Prima del 271, prima quindi della novità in campo cristiano di Antonio abate «la vocazione monastica (…)  era certo ignota alla chiesa cristiana».
Tuttavia proprio la molteplicità degli antecedenti e dei modelli cui è possibile connettere l'avvio del movimento monastico ha indotto gli studiosi a riconoscerne il carattere plurale quanto a fonti d'ispirazione, influenze contesti d'insorgenza. Pare ragionevole presupporre, per tale complessa realtà, una lunga gestazione connessa alle diverse forme di ascesi diffusesi nella cristianità; a queste sarebbero stati poi sovrimposti, da un  certo punto in avanti, un nome e un modello agiografico, provenienti - questi sì - dall'Egitto.
D'altra parte, il problema della definizione degli inizi del monachesimo rimane. Lo dimostra, per l'Egitto, il caso della misteriosa figura di Ieraca di Leontopoli (250 ca.-340). Questo asceta di severo rigore, che indicava nella continenza l'innovazione fondamentale della nuova economia di salvezza inaugurata da Gesù, secondo un'idea antica già ravvisabile nell'encratismo, s'era posto a capo di una comunità urbana di uomini e donne ossessionati dall'esigenza della purificazione. Refrattario al controllo istituzionale, il movimento fu condannato dall'autorità ecclesiastica e ridotto a fenomeno marginale (è difatti incluso tra le eresie schedate nel Panarion di Epifanio di Salamina). Eppure, tale esperimento comunitario può esser letto come una sorta di protomonachesimo urbano che, respinto dall'istituzione, ha preso la via dell'anacoretismo tradizionale, meno destabilizzante (in quanto non urbano).
Se si esclude il tentativo di San Girolamo (Vita sancti Pauli) di farle risalire all'evanescente figura di Paolo di Tebe, la cui storicità è dubbia, le origini del monachesimo in Egitto anzi, del monachesimo tout court, sono state sovente individuate nello straordinario successo dell'esperienza di Antonio (251-357), considerato dalla tradizione come il padre dell'eremitismo. Il termine eremitismo (da ἐρῆμος, 'deserto' in greco) fa riferimento a una specifica forma di vita monastica praticata nella solitudine di un completo isolamento nel deserto (nei fatti raramente da intendersi alla lettera, in quanto difficilmente praticabile).
Nato a metà del III secolo nella campagna egiziana da ricchi possidenti terrieri, Antonio è di famiglia cristiana. Rimasto orfani, ascolta in chiesa della pericope evangelica del giovane ricco (Mt 19,16-26) che lo spinge a una scelta di vita più radicale: lasciare tutto per consacrarsi completamente a Dio. Imparate le tecniche della purificazione fisica e spirituale dagli asceti del tempo, sceglie di operare un distacco più netto dal consesso umano (nell'ordine: un fortino abbandonato, il monte Pispir, il monte Colzim). Combatte solo le sue battaglie contro i demòni, finché la sua fama non attira a lui folle di visitatori bramosi di beneficiare della sua saggezza e della sua potenza taumaturgica.
Le principali comunità sorgono a Sceti (fondata da Macario il Grande), Nitria (fondata da Amon) e Kellia (o Celle, a 12 km da Nitria, fondata da Antonio). Ad essi si aggiungeva il monachesimo siriano che, rispetto a quello egiziano, si caratterizzò per non avere interrotto i rapporti col mondo agricolo circostante che, diversamente dall'Egitto, non era ancora in decadenza.
La Vita scritta poco dopo la morte di Antonio da Atanasio di Alessandria e subito tradotta in latino insiste particolarmente sulla figura del santo protomonaco come ricapitolatore delle diverse esperienze ascetiche del tempo, interpretando quindi il monachesimo come sintesi - che si attua nell'ambito di un'esperienza rigorosamente individuale - dei frutti migliori del cristianesimo d'allora. Le Lettere dello stesso Antonio (335-345) offrono invece una testimonianza preziosa sulla dimensione comunitaria del primo monachesimo da lui avviato (gli scritti sono rivolti ai gruppi che lo riconoscono come maestro autorevole), certo più problematica per l'istituzione ecclesiastica e non a caso sostanzialmente taciuta nella biografia del vescovo alessandrino. Ivi sono sviluppati i due temi forti della battaglia spirituale contro i demòni dimoranti nel corpo umano e della gnosi che segue la purificazione, intesa come una nuova consapevolezza della connaturalità dell'uomo con Dio. La teologia di Antonio, sia pure volta preoccupazioni pratiche, perché il problema è l'ascesi, appare decisamente influenzata dal pensiero di Origene.

## Il successo e la diffusione del modello egiziano
Nel 358 Basilio di Cesarea aliena i suoi averi e fonda una comunità cenobita ad Annisi, nel Ponto, cui aderisce anche l'amico Gregorio di Nazianzio.
Nell'arco del IV secolo, il monachesimo egiziano, nelle sue varie forme, conosce un successo crescente, tale da attirare l'attenzione di molti da altre regioni. Lo testimoniano alcuni scritti che si diffondono rapidamente nell'ecumene cristiana: emblematica la Vita di Antonio, scritta da Atanasio di Alessandria, considerata il primo esempio compiuto di agiografia cristiana. Importanti sono anche i diversi diari di viaggio, redatti da pellegrini in cerca di edificazione spirituale presso i padri del deserto egiziano: l'anonima Storia dei monaci d'Egitto (dopo il 394) e la più tarda Storia lausiaca (419-420) di Palladio di Galazia. Queste opere contribuirono a diffondere il monachesimo egiziano in tutto il bacino del mediterraneo.

## Folklore, cultura e comunicazioni di massa
Il monachesimo è stato anche fonte di creatività nell'arte e nel folclore. La fama di Sant'Antonio Abate fu universale e si distinse da «altri che sicuramente prima di lui» avevano vissuto ottemperando il precetto di Gesù: «Se vuoi essere perfetto, va', vendi quello che hai, da' tutto ai poveri, poi vieni a seguirmi». (Mt, XIX, 21). Patrimonio folcloristico rimane la canzone Sant'Antonie a lu deserte. Al British Museum, in margine a un manoscritto greco, si ritrovano immagini di Simone Stilita, «che fu il primo a raggiungere la rinomanza. La resistenza degli stiliti alle privazioni e al prestigio di cui godettero come consiglieri e predicatori sono, in gran parte, storicamente autentici». Le tentazioni di un santo stilita ad opera del diavolo sono l'argomento del film di Luis Buñuel Simon nel deserto, prodotto in Messico nel 1965, dove uno stilita infine si piega alle provocazioni erotiche o ripugnati del demonio (interpretato da Silvia Pinal), per essere «trasportato in jet dal XII al XX secolo, in una cave beat di New York dove si sta danzando un ballo di nome carne radioattiva, e dove lo abbandona».